# 샤롯 주커
샬럿 주커(Charlotte Zucker, 1921년 3월 10일 ~ 2007년 9월 5일)는 미국의 배우이다.
밀워키에서 태어났다.

## 영화
- 에어플레인 (1980)
- 특급 비밀 (1984)
- 행복한 인질 (1986)
- 총알 탄 사나이 (1988)
- 사랑과 영혼 (1990) - 은행원 역
- 총알 탄 사나이 3 (1994)
- 카멜롯의 전설 (1995)
- 내 남자친구의 결혼식 (1997)
- 노 브레인 레이스 (2001)
- 내 상사의 딸 (2003)